# Doug Jarvis
Douglas McArthur „Doug“ Jarvis (* 24. März 1955 in Brantford, Ontario) ist ein ehemaliger kanadischer Eishockeyspieler, -trainer und derzeitiger -funktionär. Der Center bestritt zwischen 1975 und 1987 insgesamt über 1000 Spiele in der National Hockey League (NHL), den Großteil davon für die Canadiens de Montréal. Mit diesen gewann er in den 1970er-Jahren viermal den Stanley Cup, bevor er später mit der Frank J. Selke Trophy (1984) als bester defensiver Angreifer der Liga geehrt wurde. Darüber hinaus hielt er von 1987 bis 2022 (übertroffen von Keith Yandle) den NHL-Rekord für die meisten aufeinanderfolgenden Partien in der NHL (964), wofür er die Bill Masterton Memorial Trophy erhielt. Nach dem Ende seiner aktiven Karriere war er für fünf NHL-Teams als Assistenztrainer tätig. Seit der Saison 2018/19 fungiert er als Berater bei den Vancouver Canucks.

## Karriere
Jarvis spielte während seiner Juniorenzeit für die Peterborough Petes in der Ontario Hockey Association (OHA) bzw. Ontario Major Junior Hockey League (OMJHL) und war dort Topscorer. Die Toronto Maple Leafs aus der National Hockey League (NHL) wählten ihn beim NHL Amateur Draft 1975 in der zweiten Runde an der 24. Stelle aus. Zudem sicherten sich die Houston Aeros aus der zu dieser Zeit mit der NHL konkurrierenden World Hockey Association (WHA) im WHA Amateur Draft 1975 die Rechte in der zweiten Runden an 30. Position. Kurz nach dem Draft gaben die Leafs ihn im Tausch für Greg Hubick an die Canadiens de Montréal ab.
Ab der Saison 1975/76 spielte der Angreifer für die Canadiens und bildete gemeinsam mit Bob Gainey eine der besten Sturmreihen im Unterzahlspiel, die je in der NHL gespielt hatten. Die beiden hatten großen Anteil an den vier Stanley-Cup-Siegen der Habs zwischen 1976 und 1979. Nach der Saison 1981/82, in der er erstmals 20 Tore erzielen konnte, wechselte er gemeinsam mit Rod Langway, Brian Engblom und Craig Laughlin zu den Washington Capitals, die im Gegenzug Rick Green und Ryan Walter nach Montreal schickten. Vier Jahre blieb er in Washington und gemeinsam mit Langway gelang es ihm, die Capitals zu einem starken Team in der NHL zu machen. Zu dieser Zeit wurde er auch mit der Frank J. Selke Trophy als bester defensiver Angreifer ausgezeichnet.
Im Laufe der Saison 1985/86 wechselte Jarvis zu den Hartford Whalers. Als er am 11. Oktober 1987 zu einem Spiel gegen die Boston Bruins nicht im Kader stand, endete eine Serie von 964 NHL-Spielen, die er in Folge gespielt hatte. Für diese Leistung, die einen NHL-Rekord darstellte und erst 2022 von Keith Yandle übertroffen wurde, erhielt er 1987 die Bill Masterton Memorial Trophy.
In der Saison 1986/87 spielte er auch immer wieder im Farmteam der Whalers, bei den Binghamton Whalers in der American Hockey League (AHL). Hier übernahm er auch schon erste Aufgaben als Assistenztrainer. Nach der Saison beendete er seine Karriere als Spieler und wurde Trainer in Binghamton. Nach einer Saison wechselte er als Assistenztrainer zu den Minnesota North Stars, wo sein Weggefährte aus Zeiten in Montreal, Bob Gainey, wenig später Cheftrainer wurde. Hier bildeten die beiden, auch nach dem Umzug der Stars nach Dallas, wie schon als Spieler ein sehr erfolgreiches Tandem. Ab 2003 war er zwei Jahre Trainer der Hamilton Bulldogs in der AHL, bevor er 2005 als Assistenztrainer zu den Canadiens de Montréal zurückkehrte. Bis 2009 blieb er bei den Canadiens.
Am 4. August 2010 wurde er als Assistenztrainer bei den Boston Bruins eingestellt. Diese Position hatte er bis zum Ende der Saison 2015/16 inne, bevor er wenig später in gleicher Funktion zu den Vancouver Canucks wechselte. Bei den Canucks übernahm er vor der Saison 2018/19 eine beratende Funktion.

### International
Für sein Heimatland nahm Jarvis mit der kanadischen U20-Nationalmannschaft an der ersten, inoffiziellen Junioren-Weltmeisterschaft 1974 im sowjetischen Leningrad teil. Der Stürmer kam in allen fünf Turnierspielen zum Einsatz und erzielte dabei sieben Scorerpunkte. Die Kanadier sicherten sich mit Jarvis als Mannschaftskapitän am Turnierende die Bronzemedaille.

## Erfolge und Auszeichnungen
| - 1975 William Hanley Trophy - 1975 OMJHL Second All-Star Team - 1976 Stanley-Cup-Gewinn mit den Canadiens de Montréal - 1977 Stanley-Cup-Gewinn mit den Canadiens de Montréal - 1978 Stanley-Cup-Gewinn mit den Canadiens de Montréal | - 1979 Stanley-Cup-Gewinn mit den Canadiens de Montréal - 1984 Frank J. Selke Trophy - 1987 Bill Masterton Memorial Trophy |

### International
- 1974 Bronzemedaille bei der Junioren-Weltmeisterschaft

## NHL-Rekorde
- 964 aufeinanderfolgende Spiele zwischen dem 8. Oktober 1975 und 10. Oktober 1987 (2022 übertroffen von Keith Yandle)
- 560 aufeinanderfolgende Spiele für die Canadiens de Montréal zwischen dem 8. Oktober 1975 und 4. April 1982

## Karrierestatistik

### International
Vertrat Kanada bei:
- Junioren-Weltmeisterschaft 1974

(Legende zur Spielerstatistik: Sp oder GP = absolvierte Spiele; T oder G = erzielte Tore; V oder A = erzielte Assists; Pkt oder Pts = erzielte Scorerpunkte; SM oder PIM = erhaltene Strafminuten; +/− = Plus/Minus-Bilanz; PP = erzielte Überzahltore; SH = erzielte Unterzahltore; GW = erzielte Siegtore; 1 Play-downs/Relegation; Kursiv: Statistik nicht vollständig)